# Poecilia mechthildae
Poecilia mechthildae är en fiskart som beskrevs av Meyer, Etzel och Bork 2002. Poecilia mechthildae ingår i släktet Poecilia och familjen Poeciliidae. Inga underarter finns listade i Catalogue of Life.